# إسحاق مردخاي
إسحاق موردخاي (بالعبرية: יצחק מרדכי, وبالكردية: ئیسحاق مۆردەخای، وبالفارسية العراقية: اسحاق مردخای) هو سياسي وجنرال إسرائيلي سابق من مواليد 22 نوفمبر 1944 في مدينة زاخو بكردستان العراق، أصبح في البداية عضواً في الكنيست ثم تولى منصبه وزيراً للدفاع والنقل في الفترة مابين عامي 1996-2001، تقاعد موردخاي عن العمل السياسي بعد أن اكتشفت اعتداءات جنسية نسبت إليه عندما كان في العسكرية.